# Hollywood Canteen (Restaurant)

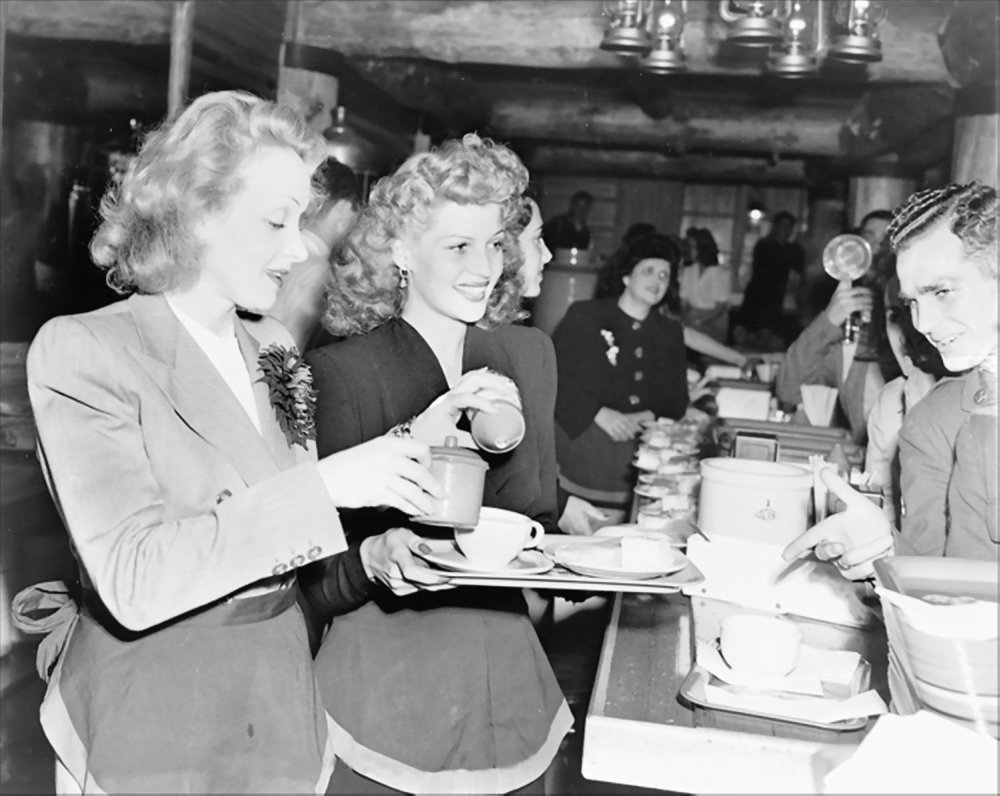
Marlene Dietrich und Rita Hayworth in der Hollywood Canteen (1942)

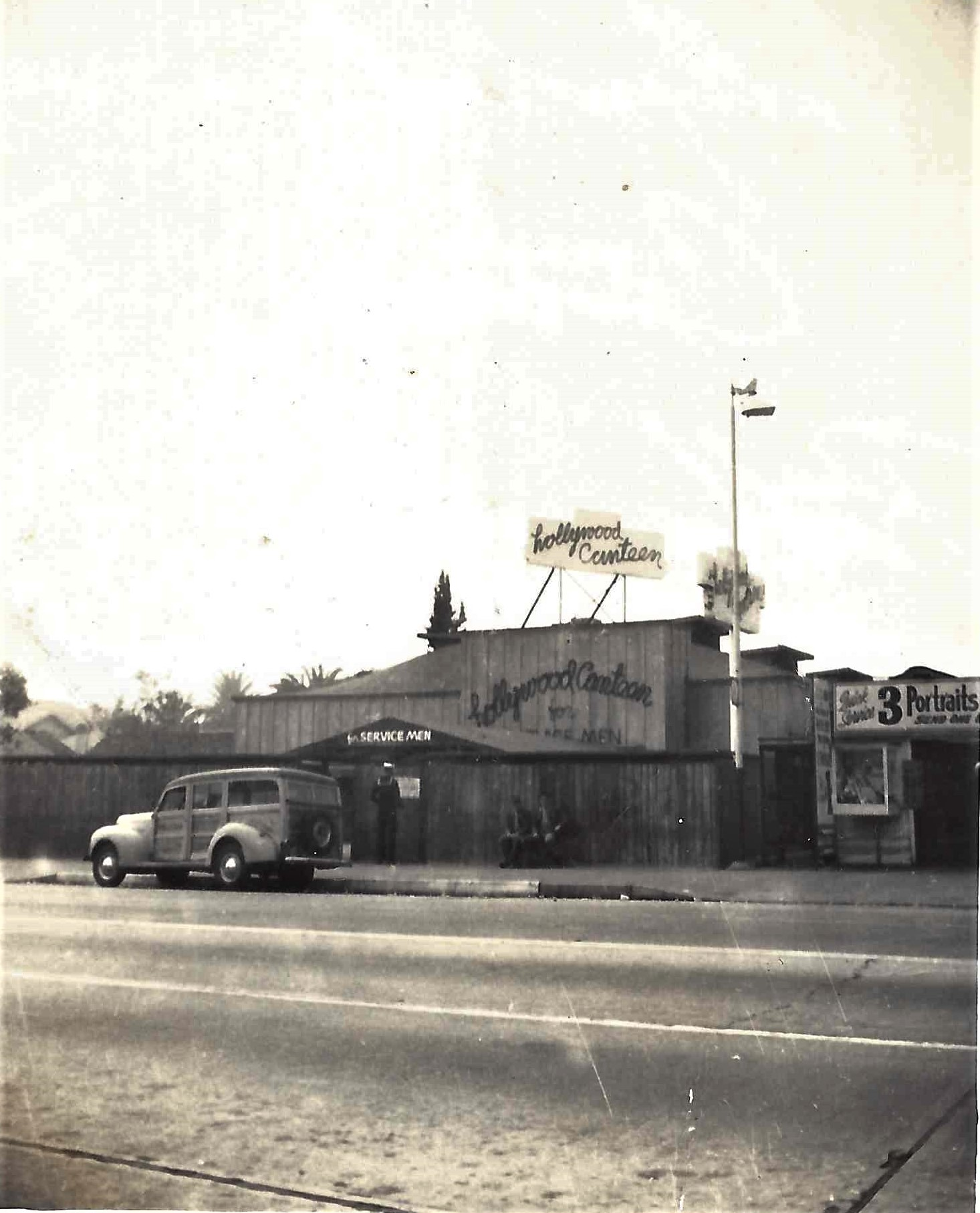
Die Hollywood Canteen (1943)

Die Hollywood Canteen war ein Restaurant, das von den Hollywood-Filmstars Bette Davis und John Garfield 1942 in Los Angeles gegründet wurde. Bis zur Schließung 1945 arbeiteten dort hoch bezahlte Filmstars kostenlos als Animateure, Kellner, Köche oder Putzkräfte. Soldaten der Vereinigten Staaten oder ihrer Alliierten hatten freien Eintritt und konnten so viel essen und trinken, wie sie wollten. Im Jahre 2001 wurde die „Kantine“ wiedereröffnet.

## Geschichte
Während des Zweiten Weltkriegs hatte Filmikone Bette Davis die Idee, den ansässigen Soldaten etwas Ablenkung zu bieten. Unter großem persönlichen Einsatz trommelte sie in Hollywood Spendengelder und kostenlose Arbeitskraft zusammen, um die „Hollywood Canteen“ in Los Angeles zu bauen. Eintritt sollte jeder haben, der eine Uniform der USA oder der Alliierten trug, und Essen und Trinken musste für diese kostenlos sein.
Am 3. Oktober 1942 wurde das Restaurant eröffnet: Über 3.000 Schauspieler, Tänzer, Direktoren, Kameraleute, Friseure, Agenten etc. aus Hollywood arbeiteten kostenlos als Animateure, Kellner, Köche oder Putzkräfte. Am 15. September 1943 wurde der millionste Gast empfangen, der Soldat Carl Bell wurde als Belohnung von Pin-Up-Legende Betty Grable geküsst. Nach Kriegsende 1945 wurde die Canteen nach über drei Millionen Gästen geschlossen.
2001 wurde durch ein privates Unternehmen ein gleichnamiges Lokal („The Hollywood Canteen“) einige Meilen entfernt eröffnet, das 2012 aber wieder schloss. In den Räumen befindet sich seit 2013 das italienische Restaurant „Rao's“.

## Zitat
Bette Davis war ihr ganzes Leben sehr stolz auf die „Hollywood Canteen“. Sie sagte: 
Es gibt wenige Leistungen in meinem Leben, worauf ich wirklich stolz bin. Die Hollywood Canteen ist eine davon.

## Liste von freiwilligen Helfern 1942–45 (Auszug)
- Quelle: MySpace-Seite der „Hollywood Canteen“

Viele zeitgenössische Künstler traten kostenlos im „Canteen“ auf bzw. arbeiteten kostenlos hinter den Kulissen. Unter ihnen waren Louis Armstrong, Fred Astaire,  Gene Tierney, Lauren Bacall, Humphrey Bogart, Marlene Dietrich, Errol Flynn, Glenn Ford, Ava Gardner, Judy Garland, Betty Grable, Cary Grant, Rita Hayworth, Buster Keaton, Angela Lansbury, Peter Lorre, Groucho Marx, Anthony Quinn, Ronald Reagan, Ginger Rogers, Frank Sinatra, James Stewart und Shirley Temple.